# Madadicus
Madadicus là một chi bọ cánh cứng trong họ 
Elateridae.
Chi này được miêu tả khoa học năm 1971 bởi Stibick.

## Các loài
Các loài trong chi này gồm:
- Madadicus alluaudi (Fleutiaux, 1932)
- Madadicus quadrinotatus (Steinheil, 1875)
- Madadicus sulcator Wurst, Schimmel & Platia, 2001